# Patrick Ortel
Patrick Ortel (* 21. März 1990 in Hagenow) ist ein deutscher Hörfunk- und  Fernsehmoderator und Reporter.

## Leben
Patrick Ortel wuchs in der mecklenburgischen Kleinstadt Hagenow auf, später in der Gemeinde Gammelin. Er leitete während und nach seiner Schulzeit am Hagenower Robert-Stock-Gymnasium ein Schülerradio und studierte an der Universität Greifswald und an der Universität Rostock das Lehramt für die Fächer Deutsch und Evangelische Religion. 
Patrick Ortel engagiert sich seit dem Jahr 2006 in der evangelischen Kinder- und Jugendarbeit, seit einigen Jahren leitet er ehrenamtlich das Ferienprojekt RatzPlatz.
Von Juni 2016 an moderierte Patrick Ortel als freier Moderator beim Radiosender Antenne MV, seit dem 1. Januar 2018 war er fest angestellt. Er moderierte die Drivetimesendung „Antenne MV - Ab in den Feierabend“, montags bis freitags zwischen 15 und 20 Uhr. Außerdem war er Jugendschutzbeauftragter des Senders.
Als Antenne MV im Mai 2021 das Programm einstellte und einen Markenwechsel zu 80s80s MV vornahm, blieb Patrick Ortel zunächst noch als MV-Reporter im Einsatz. Er verließ den Sender zum August 2021 auf eigenen Wunsch und arbeitet seither als Moderator, Reporter und Redakteur beim Norddeutschen Rundfunk.

## Auszeichnungen
Am 4. Dezember 2018 wurde Patrick Ortel mit dem Radiosiegel der Grimme-Akademie ausgezeichnet.